# 稲庭岳
稲庭岳（いなにわだけ）は、岩手県二戸市にある標高1,078mの山である。
稲庭岳は昔は、西側の田山方面への登山道があり、南側の登山道は比較的最近作られたものであった。

## 特色
地質は第四紀に噴出した稲庭岳両輝石安山岩および火山砕屑物であり、比較的なだらかな山容が広がる。最深積雪深は山体上部では1.7～2.0m程度である。植生は古くから人為影響下にあったため、山麓部にはダケカンバ、ブナなどの二次林が広がり、カラマツ人工林や牧野（人工草地）も見られる。山頂付近には樹高4～5mのダケカンバ林や、密生したチシマザサ原(1～1.5m)のなかに樹高2～3mのダケカンバ、ナナカマド、チシマザクラなどが点在した低木林が見られる。南側の登山道沿いの標高990m地点に1本だけオオシラビソが生えている。
キャンプ場からの南側の登山道は45分程度で登れ、車イスやマウンテンバイクでも登山が可能である。東側の登山道は1時間程度で登れる。

## 命名の由来
稲庭岳の命名の由来は田山にいただんぶり長者伝説に仮託されている。だんぶり長者には長者になったが子供がいなかったため、毎日稲庭岳を越えて天台寺の桂泉観世音に21日間通い続け、満願の日の夜に観音のお告げがあり姫を授かった。夫婦は桂泉の申し子であるというので、姫を桂姫と名付け、天台寺に鰐口を奉納した。だんぶり長者は八戸に苗代を作り、これを仙北に水田を作って植えたとされる。また、各地から集まった稲を稲庭長根にハセバを作って乾燥させた。これが稲庭岳の名の始まりと伝えられている。また、だんぶり長者の黄金の財宝が稲庭岳の山頂に埋められているという伝説もある。
『鹿角郡田山村檀毘盧長者之本地』では田山の平間田（平又）集落の川の上流にあり、稲穂を集めて干す場所にしたために、稲懸の嶽と名付けたとしている。

## 稲庭岳開発
バブル期に、稲庭岳の東側斜面の1700haの敷地に、スキー場の他、ゴルフ場、ホテルを完備するという稲庭岳開発計画があった。飛島建設、第一コーポレーション、三菱商事、世紀東急工業の4社で1990年に企業家調査会社を設立し、1995年にはスキー場をオープンする予定であった。しかしバブル崩壊により景気は急速に冷え、1993年に飛鳥建設と第一コーポレーションは撤退を決め、計画は破綻した。

## イベント
- 山開き 5月末頃
- 稲庭岳冬のイベント 2月中旬

## 登山ルート
- キャンプ場コース（登り 45分、下り 30分）
- ブナ林コース
- 駒形コース（登り 90分、下り 60分）

## アクセス
- 東北自動車道浄法寺ICから県道6号線で安代方面へ。浄法寺体育館を右折し約6km
- 東北新幹線二戸駅から車で50分

## 近隣施設
- 天台の湯
- 稲庭岳キャンプ場
- 稲庭駒形神社
- 岩誦坊